# A Lua de Joana
A Lua de Joana é um livro, da autoria da escritora Maria Teresa Maia Gonzalez, que trata o tema da toxicodependência através da depressão e também retrata os problemas na adolescência .
O livro foi publicado pela Editorial Verbo (1ª edição em Outubro de 1994, ISBN 9722216333), e vai atualmente na 26ª edição. Foi adaptado para o teatro em 2007 pela companhia de teatro Artyaplausos. 

## História
É a história de Joana que perdeu recentemente a sua melhor amiga, Marta, devido a uma overdose. O livro pode ser considerado uma espécie de diário (apesar de não o ser) porque a própria Joana diz que escrever diários é "estupido", então começa a escreve cartas para a sua amiga que já morreu. Esta conta-lhe todos os acontecimentos do seu dia a dia. No meio do quarto de Joana, há uma lua suspensa do teto por uma corrente, um baloiço imaginado.
A mãe era dona de um pronto a vestir, mais preocupada com o irmão de Joana, cuja relação era má, e esquecia-se frequentemente de Joana. Esta tratava o irmão por "Pré-histórico" devido à roupa e visual que usava e pela decoração do quarto que estava sempre num caos. Joana tinha uma relação muito forte com a sua avó paterna que infelizmente acaba por morrer, assim Joana ficou sem poder desabafar e pedir conselhos, no fundo "ficou sem ninguém".
Joana e João, delegada e subdelegado de turma, decidem fazer uma peça de teatro intitulada “Amigos da Onça” (sobre a morte de Marta). Diogo, irmão de Marta, começa a dar-se com más influências. Diogo passa pela morte da irmã que não supera e pela separação dos pais e acaba por cair no mundo das drogas, Joana tenta ajudá-lo, mas também ela cai na tentação e começa a consumir. Para ajudar a pagar a droga que o Diogo não tinha pago, Joana decide vender o seu conjunto de relógios que o pai lhe oferecera e os calidoscópios que a mãe da Marta lhe tinha oferecido após a morte da sua filha. Diogo consegue resistir e sair desse mundo, indo viver com o seu pai. No entanto, Joana acaba por não conseguir o que leva à sua morte de uma maneira de que quando lemos o livro quase não nos apercebemos.
Pouco tempo antes de Joana morrer, ela perdoa a melhor amiga, pois entende que nunca podemos dizer "desta água não beberei". A história acaba com o pai de Joana a ler a ler as cartas que tinha escrito para Marta e se sente frustrado e impotente pelo facto de não ter tido tempo e nem a consciência do que se passava na mente, na escola e em casa.

## Teatro
A peça Lua de Joana esteve em cena, durante 6 meses, em Lisboa e percorreu todo o país, sendo vista por mais de 25 000 pessoas.
Fazem parte do elenco os atores:
- Mara Lúcia Galinha
- Filipa Oliveira
- Rui Simões

Digressão
- Figueira da Foz
- Portalegre
- Gaia
- Benavente
- Vendas Novas
- Açores
- Mostra de teatro de Santo André
- Caldas da Rainha